# Jüdischer Friedhof (Westerburg)
Der Jüdische Friedhof Westerburg ist ein Friedhof in der Stadt Westerburg im Westerwaldkreis in Rheinland-Pfalz. Er steht seit 1991 unter Denkmalschutz.

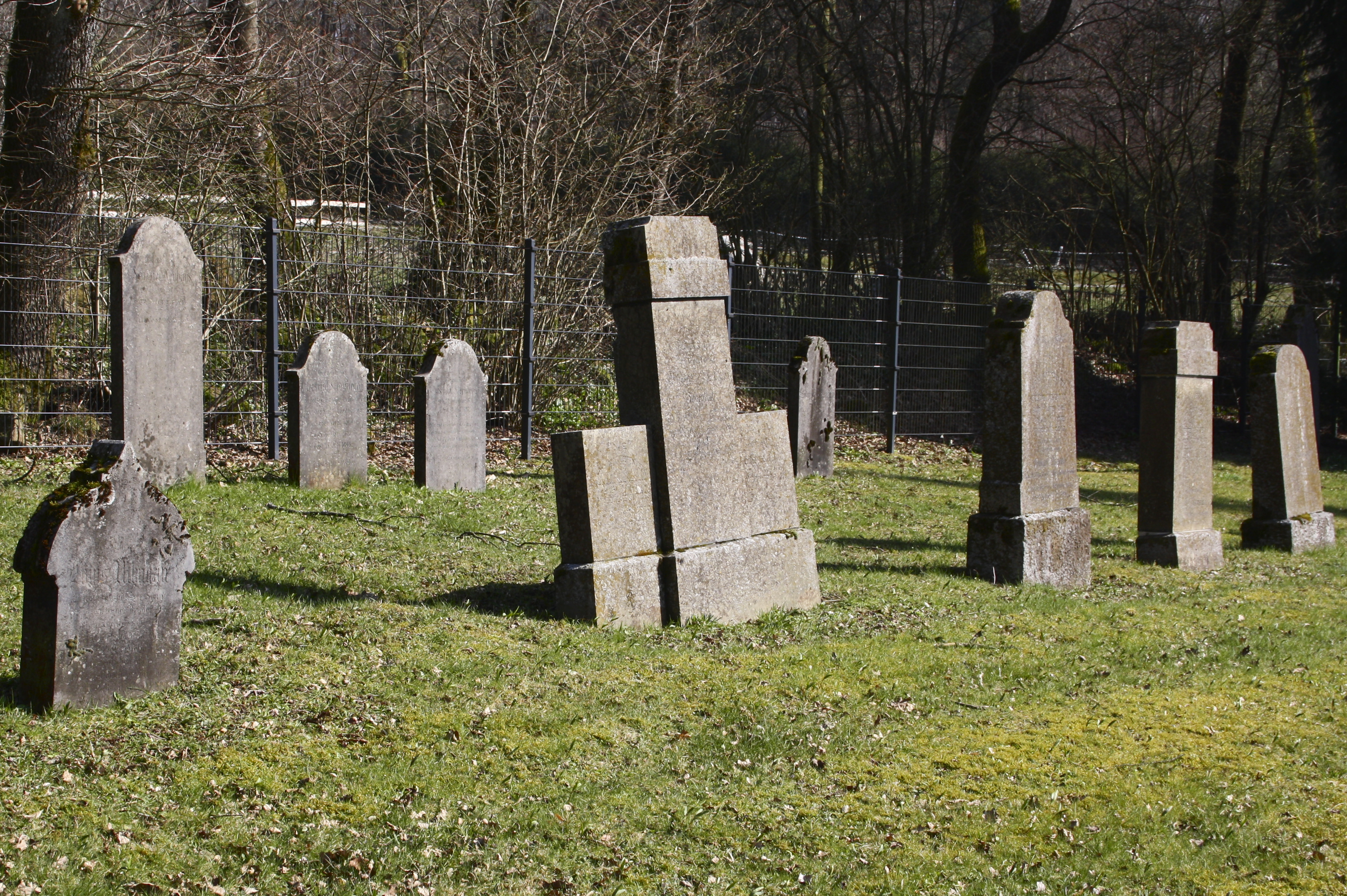
Jüdischer Friedhof Westerburg (2020)

Der jüdische Friedhof liegt östlich des Ortes in der Nähe des Schweizerhofes an der Landesstraße nach Winnen (= L 300).
Auf dem 2667 m² großen Friedhof, der vermutlich vom 19. Jahrhundert bis ca. 1922/23 belegt wurde, befinden sich 62 Grabsteine, der älteste von 1864, der letzte lesbare Grabstein aus dem Jahr 1919. 

## Alter Friedhof
Ein alter Friedhof, der vom 17. Jahrhundert bis zum Jahr 1888 belegt wurde und etwa 340 m² groß war, befindet sich im Wald am Weg zum Katzenstein. Er diente auch den in Gemünden (Westerwald) und Rennerod lebenden Juden zur Bestattung ihrer Toten. Auf diesem Friedhof sind keine Grabsteine mehr vorhanden.

## Stadtfriedhof
Auf diesem jüdischen Friedhof, der neben dem christlichen Friedhof an der Friedhofstraße lag, fanden von um 1900 bis zum Anfang des 20. Jahrhunderts etwa 10 Bestattungen statt. Er wurde 1938/39 vollständig zerstört. Es sind keine Grabsteine mehr vorhanden. Im Jahr 1949 wurde ein Gedenkstein aufgestellt.